# Chepes
Chepes è una città dell'Argentina, appartenente alla provincia di La Rioja, situata nella parte meridionale della provincia.